# Aloys Baron (Unternehmen)

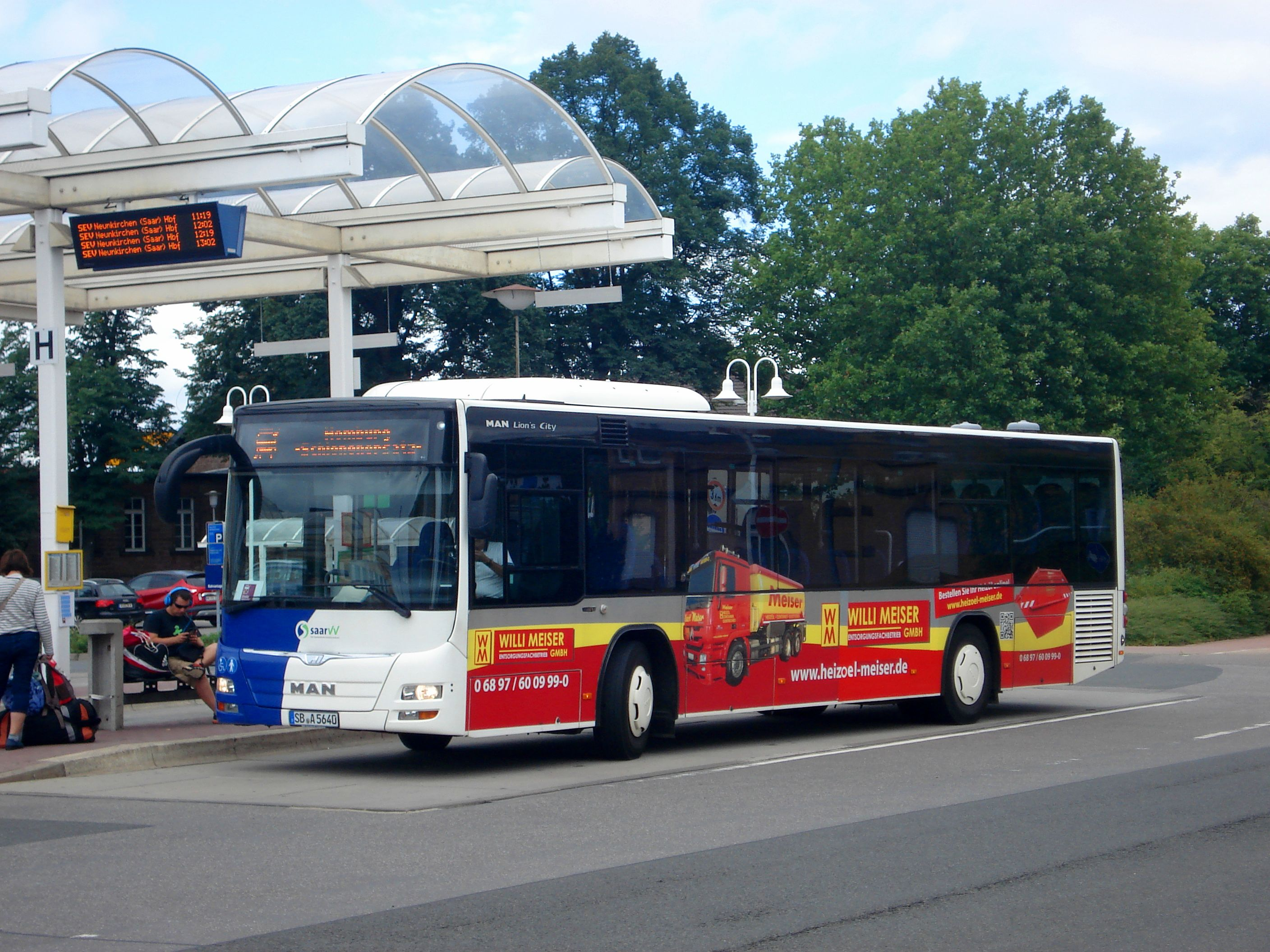
Schienenersatzverkehr zwischen Homburg (Saar) und Neunkirchen (Saar) mit einem Bus von Baron Reisen

Die Aloys Baron GmbH (auch Baron-Reisen) ist ein deutsches Unternehmen aus dem Großrossler Ortsteil Dorf im Warndt, welches Omnibusverkehr im Saarland anbietet.

## Geschichte
Das Unternehmen wurde 1948 von Aloys Baron gegründet. Zu Beginn bot das Unternehmen mit auf einem LKW selbst montierten Holzbänken Fahrdienste für Berg- und Hüttenarbeiter an. Ab den 1950er Jahren begann das Unternehmen Reisen anzubieten. Es folgte eine Zusammenarbeit mit Post und Bahn. 1973 verstarb Unternehmensgründer Aloys Baron. Seine zweite Frau Ingeborg Baron und Wolfgang Baron übernahmen die Geschäftsführung. Bereits vorher war das Unternehmen in eine GmbH umgewandelt worden.
Ab den 1980ern expandierte das Unternehmen in den öffentlichen Personen-Nahverkehr. 2014 war die Aloys Baron GmbH zusammen mit Gassert Reisen   GmbH   (Blieskastel),   Geschwister   Bur Reisen  GmbH  (Kleinblittersdorf),  Lay  Reisen  on Tour  GmbH  (Püttlingen)  und der Marianne  Feld GmbH  (Saarbrücken) Mitgründerin des Verkehrsunternehmens Saar-Mobil.
Neben dem Reiseverkehr bedient Aloys Baron als Subunternehmen von Saar-Mobil, der Völklinger Verkehrsbetriebe (VVB) sowie der Saarbahn diverse ÖPNV-Linien im Saarland sowie, ebenfalls im Auftrag von Saar-Mobil und in Eigenregie, Schülertransporte. Daneben werden auch diverse ÖPNV-Linien in Eigenregie betrieben. Bis Ende 2015 wurden einige Linienverkehrsleistungen im Auftrag der Saar-Pfalz-Bus durchgeführt.

## Kontroverse
Seit 2018 wurde Baron Reisen von Verdi vorgeworfen, Betriebsratswahlen zu sabotieren. So wurde einem Listenkandidaten für den Betriebsrat 2018 gekündigt. Verdi fochte die Wahl an und bekam Recht. 2019 wiederholten sich Unregelmäßigkeiten.

## Unternehmensbereiche
Baron-Reisen gliedert sich heute in mehrere Unternehmensbereiche:
- Busreisen
- Buslinienverkehr
- Schülerverkehr

## Kennzahlen
Baron beschäftigt rund 100 Mitarbeiter. Mit 52 Omnibussen werden jährlich rund 1.000.000 Passagiere im Linien- und Reiseverkehr transportiert. Hierbei legen die Busse des Unternehmens rund 2.000.000 km zurück.

## Linien
Von Baron werden folgende ÖPNV-Linien (im SaarVV) in Eigenregie betrieben:
- Linie MS: Saarbrücken – Saint-Avold
- Linie 150: Saarbrücken – Universität – Neuweiler
- Linie 160: Sulzbach/Dudweiler – St. Ingbert
- Linie 166: Saarbrücken – Großrosseln
- Linie 167: Naßweiler – Geislautern
- Linie 172: Saarbrücken – Riegelsberg
- Linie 175: Hüttigweiler/Illingen – Saarbrücken
- Linie R13: Bisten – Saarbrücken
- Nachtbus Linie N14: Saarbrücken – Universität
- Nachtbus Linie N34: Völklingen – Lauterbach

Bis Ende 2016 wurden auf der Linie R14 zwischen Homburg und Kleinblittersdorf Leistungen in Eigenregie erbracht, wo es ab 2017 für den ausgeschriebenen Linienbündel Saarpfalz-Kreis Süd an die Bliestalverkehr abgegeben wurde.